# فرودگاه صحرایی استروتر
فرودگاه صحرایی استروتر (به انگلیسی: Strother Field) (به زبان بومی: Strother AAF) یک فرودگاه همگانی بهره‌برداری هوایی با کد یاتا WLD است که یک باند فرود آسفالت دارد و طول باند آن ۹۵۶ متر است. این فرودگاه در کشور ایالات متحده آمریکا قرار دارد و در ارتفاع ۳۵۴ متری از سطح دریا واقع شده است.